# استودیوهای کرایتریا

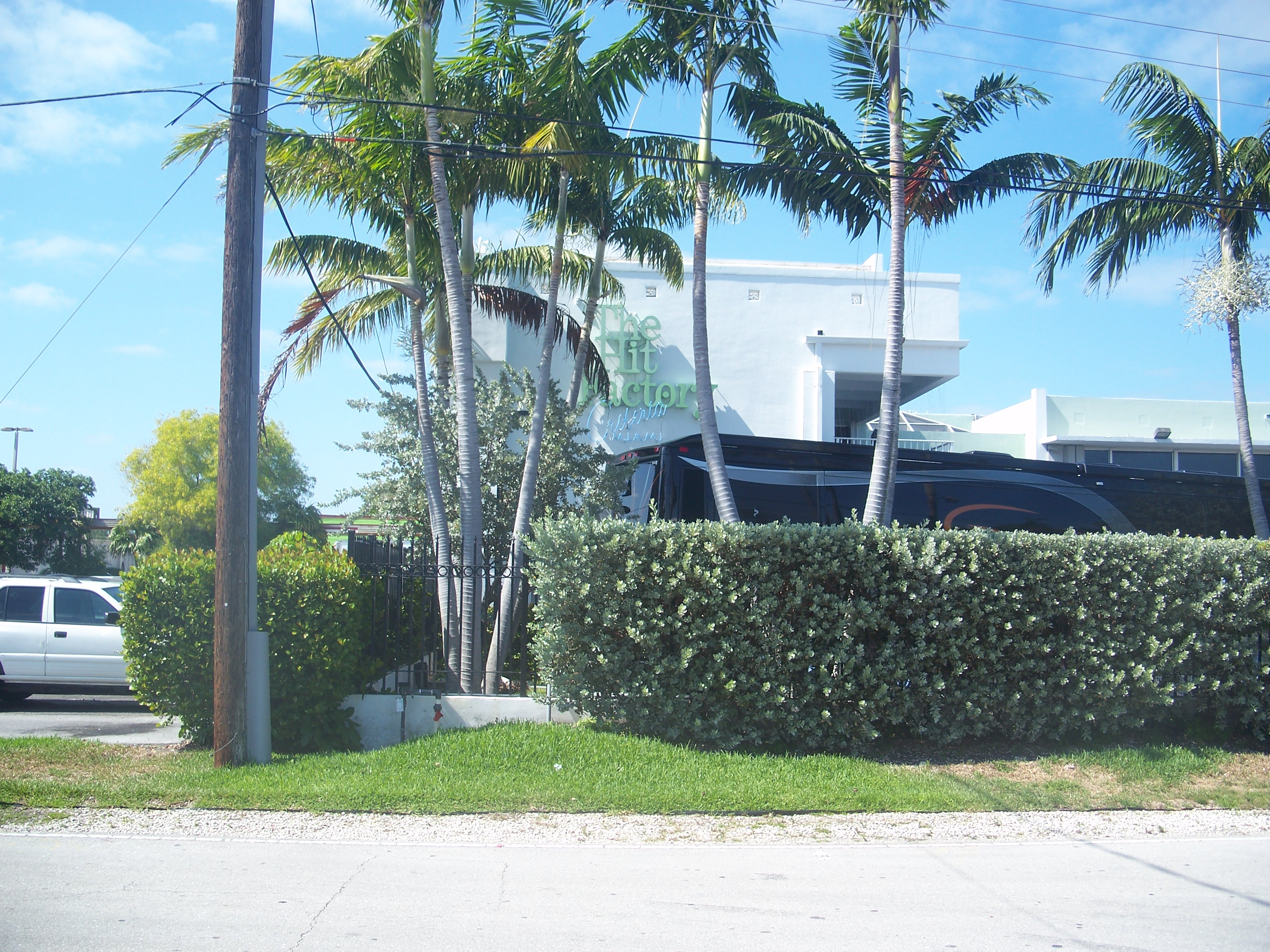
استودیوهای کرایتریا در سال ۲۰۱۱

استودیوهای کرایتریا (انگلیسی: Criteria Studios) یک استودیوی ضبط مسویقی و صدا در نورث میامی واقع در ایالت فلوریدای ایالات متحده آمریکا است که در سال ۱۹۵۸ بنیان‌گذاری شد. صدها آلبوم و تک‌آهنگ با گواهینامه‌های الماس، پلاتین و طلا از هنرمدان و تهیه‌کنندگان مشهور در این استودیوها ضبط، ویرایش، میکس و بازسازی صوتی شده‌اند.

## منتخب هنرمندان
هنرمندانی که تک‌آهنگ یا آلبوم‌هایشان را در این استودیو ضبط کرده‌اند، عبارتند از:
- ۱۰٬۰۰۰ منیاکس
- آبا
- ای‌سی/دی‌سی[۲]
- ادل
- ایروسمیث
- اگنس مونیکا
- آلخاندرو سانز
- آلیشا کیز[۳]
- آلمن برادرز بند[۴]
- اندی گیب[۵]
- آریتا فرانکلین[۴]
- آستین ماهون
- بی جیز[۶][۷]
- بیچ بویز
- برتین اوسبورن
- بتی رایت[۲]
- بیلی جول
- بلک سبث[۸]
- باب دیلن
- باب مارلی[۱]
- باب سیگر
- برندی نروود
- بروک بنتون
- بادی گای
- کاردی بی[۳]
- سیلو گرین[۹]
- شیکاگو[۵]
- کریستینا آگیلرا[۱۰]
- کالکتیو سول
- کرید
- کرازبی، استیلز، نش اند یانگ[۲]
- دالیا لاوی
- دیوید بویی[۱۱]
- درک اند د دامینوز[۴]
- دانی هاتاوی
- دان جانسون
- دریک[۳]
- دکتر دره
- دکتر جان
- دوین آلمن[۱۲]
- ایگلز[۱]
- ادی مانی
- انریکه ایگلسیاس
- اریک کلپتون[۱۲]
- فلیتوود مک[۴]
- گیم
- گلوریا استفان
- گادسمک
- جکی گلیسون
- جاکو پاستوریوس
- جیمز براون[۴]
- جی-زی
- جنیفر لوپز[۳]
- جیمی بافت
- جو کاکر
- جان ملینکمپ
- جان دنور
- جان لی هوکر
- خولیو ایگلسیاس
- جاستین بیبر
- لالی اسپوزیتو
- لنی کراویتز
- لیل وین[۹]
- لنرد اسکینرد
- منووار
- ماریا کری
- مریلین منسون
- میت لوف
- مایکل جکسون[۱۳]
- مونیکا[۱۴]
- نلی فورتادو
- نیکی میناژ
- اوسونا[۳]
- پت مارتینو[۱۵]
- پتولا کلارک
- آر.ئی.ام.[۱۱]
- آرئی‌او اسپیدواگن
- آر. کلی
- راد استیوارت
- مادرز آو اینونشن
- شکیرا[۳]
- سیکس فیت آندر
- استیون استیلز[۱۶]
- ویلسون پیکت[۲]
- ویشبون اش
- اینگوی مالمستین